# William Fyfe (géologue)
Pour les articles homonymes, voir William Fyfe.
William Sefton Fyfe (né le 4 juin 1927 à Ashburton en Nouvelle-Zélande et mort le 11 novembre 2013 à London (Ontario) au Canada) est un géologue canadien et professeur émérite du département des sciences de la Terre à l'Université Western Ontario. Il est considéré comme l'un des meilleurs géochimistes.
Il a obtenu son baccalauréat en sciences en 1948, sa maîtrise en 1949 et son doctorat en 1952 à l'université d'Otago, où il travaillait à titre de chargé de cours au département de géologie. Par la suite, il a fait des recherches à UCLA et à l'université de Berkeley. Il est devenu professeur à Berkeley, à l'Imperial College et à l'université de Manchester avant de s'établir à l'Université Western Ontario en 1972. De 1986 à 1990, il était doyen des sciences de cette université.

## Distinctions
- 1969 : membre de la Royal Society
- membre de la Société royale du Canada
- 1985 : médaille Willet G. Miller Medal de la Société royale du Canada
- 1989 :  Compagnon de l'Ordre du Canada
- 1990 : médaille Arthur L. Day de la Société américaine de géologie
- 1992 : médaille Gerhard Herzberg d'or en science et ingénierie
- 2000 : médaille Wollaston de la Société géologique de Londres
- L'astéroïde (15846) Billfyfe est nommée en son honneur